# Добрячиха
Добрячиха — деревня в Палехском районе Ивановской области. Входит в Пеньковское сельское поселение.

## География
Находится в восточной части Палехского района, в 20 км к востоку от Палеха (27 км по автодорогам).

## История
Деревня Добрячиха Вязниковского уезда упоминается в книге Списки населенных мест Владимирской губернии по сведениям 1859 году в 1863 году.

## Население
| 1859 | 1905 | 2010 |
| ---- | ---- | ---- |
| 81   | ↘72  | ↘3   |